# Molette de souris
Pour les articles homonymes, voir Molette.

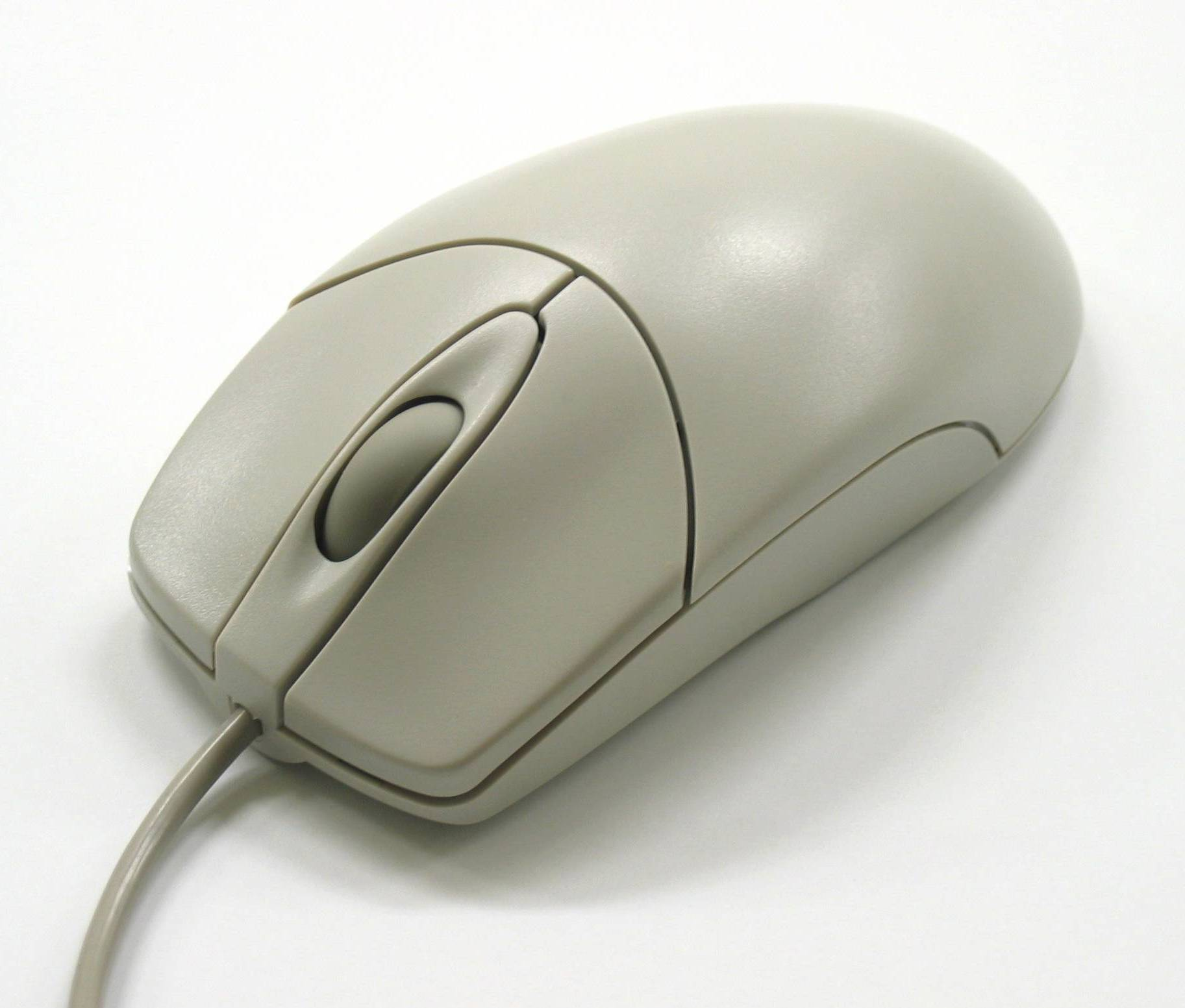
Souris à deux boutons et une molette

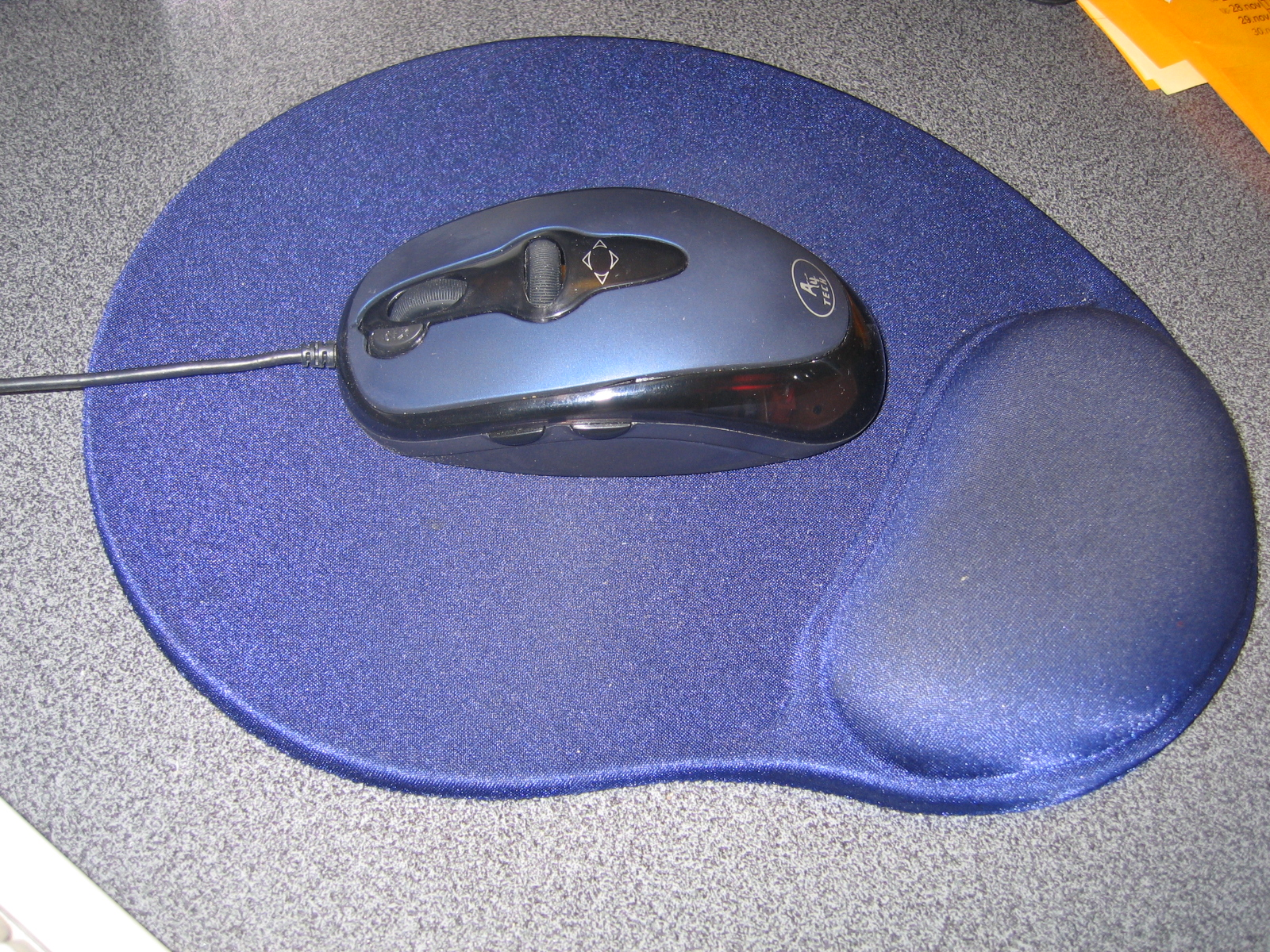
Une souris avec deux molettes

La molette est un petit disque présent sur la plupart des souris récentes (inventé en 1995), placé perpendiculairement à la surface et généralement situé entre les deux boutons principaux (bouton gauche et bouton droit), que l'utilisateur peut faire tourner avec son doigt, essentiellement pour faire défiler des pages de façon plus aisée, ou pour zoomer en avant ou en arrière.
On utilise aussi, de manière courante en France et au Québec, le mot roulette.
Selon les applications et les préférences de l'utilisateur, la fonction assignée par défaut à la molette peut être le défilement vertical ou le zoom, et c'est l'association avec Ctrl, Alt ou Maj qui permet d'obtenir l'autre fonction, et parfois aussi le défilement horizontal.
La plupart du temps, en plus de pouvoir rouler, les molettes peuvent aussi être enfoncées comme les deux autres boutons qui l'entourent, remplaçant ainsi le bouton du milieu. De même, une grande partie des souris infrarouge possède deux boutons à actionner sur les côtés de la molette. Ceux-ci sont configurables afin d'exercer des raccourcis clavier ou encore de remplacer les clics gauche ou droit. D'autre part, certaines souris possèdent une deuxième molette, permettant de faire défiler horizontalement.  .
Dans les jeux vidéo de tir à la première personne, la molette permet souvent de passer facilement d'une arme à l'autre.
Dans l'interface graphique Aero de Windows Vista, la molette permet de passer d'une fenêtre à l'autre dans le système de basculement en trois dimensions (Flip 3D).
Sur les ordinateurs portables, un bouton permettant d'effectuer le même travail est parfois présent.